# مايك فرازير (ملحن)
مايك فرازير (بالإنجليزية: Mike Fraser)‏ هو مهندس الصوت ومنتج أسطوانات وملحن أسترالي، ولد في القرن العشرين.

## وصلات خارجية
- مايك فريزر على موقع IMDb (الإنجليزية)
- مايك فريزر على موقع ميوزك برينز (الإنجليزية)
- مايك فريزر على موقع ديسكوغز (الإنجليزية)